# Miturga annulipes
Espèce
Synonymes
- Tegenaria annulipes Lucas, 1844

Miturga annulipes est une espèce d'araignées aranéomorphes de la famille des Miturgidae.

## Distribution
Cette espèce est endémique d'Australie.

## Publication originale
- Lucas, 1844 : Note monographique sur les araneides composant le genre Tegenaria. Annales de la Société Entomologique de France, sér. 2, vol. 2, p. 455-468 (texte intégral).